# Discografie van Jonna Fraser
Hieronder volgt de discografie van de Nederlandse rapper en zanger Jonna Fraser, met name zijn albums en zijn nummers met een notering in een hitlijst. 

## Albums
| Album                             | Verschijnen     | Label                    | Hitlijsten | Hitlijsten | Hitlijsten | Hitlijsten | Opmerkingen                        |
| Album                             | Verschijnen     | Label                    | BE (VL)    | BE (VL)    | NL         | NL         | Opmerkingen                        |
| Album                             | Verschijnen     | Label                    | Piek       | Weken      | Piek       | Weken      | Opmerkingen                        |
| --------------------------------- | --------------- | ------------------------ | ---------- | ---------- | ---------- | ---------- | ---------------------------------- |
| Goed teken                        | 2 mei 2016      | Noah's Ark               | —          | —          | 11         | 28         | Studioalbum / Goud in Nederland    |
| Blessed                           | 14 oktober 2016 | Noah's Ark               | —          | —          | 1 (1 wk)   | 47         | Studioalbum / Goud in Nederland    |
| Jonathan                          | 13 april 2017   | Noah's Ark               | 172        | 1          | 4          | 24         | Studioalbum                        |
| Blessed II                        | 27 oktober 2017 | Noah's Ark               | 37         | 3          | 1 (1 wk)   | 21         | Studioalbum / Goud in Nederland    |
| Lion                              | 2 november 2018 | Noah's Ark               | 51         | 4          | 1 (1 wk)   | 29         | Studioalbum / Goud in Nederland    |
| Calma                             | 31 juli 2020    | Noah's Ark               | 47         | 4          | 4          | 14         | Studioalbum / Platina in Nederland |
| Champagne rain                    | 4 december 2020 | Noah's Ark               | 151        | 1          | 15         | 11         | Studioalbum                        |
| Championships (met Frenna)        | 29 oktober 2021 | 777 Records / Noah's Ark | 38         | 3          | 4          | 20         | Studioalbum / Goud in Nederland    |
| Blessed for life                  | 19 mei 2023     | Noah's Ark               | 97         | 4          | 4          | 13         | Studioalbum                        |
| Don Julio Daddy (met Lil' Kleine) | 15 mei 2025     | Noah's Ark               | —          | —          | 14         | 5          | Studioalbum                        |
| Red Rose Romance                  | 20 juni 2025    | Noah's Ark               | —          | —          | 5          | 5*         | Studioalbum                        |

## Singles
| Lied                                                          | Verschijnen       | Album                                    | Hitlijsten | Hitlijsten | Hitlijsten  | Hitlijsten  | Hitlijsten   | Hitlijsten   | Opmerkingen                |
| Lied                                                          | Verschijnen       | Album                                    | BE (VL)    | BE (VL)    | NL (Top 40) | NL (Top 40) | NL (Top 100) | NL (Top 100) | Opmerkingen                |
| Lied                                                          | Verschijnen       | Album                                    | Piek       | Weken      | Piek        | Weken       | Piek         | Weken        | Opmerkingen                |
| ------------------------------------------------------------- | ----------------- | ---------------------------------------- | ---------- | ---------- | ----------- | ----------- | ------------ | ------------ | -------------------------- |
| Hoog / laag (met Ronnie Flex, Idaly, Lil' Kleine en Bokoesam) | 7 april 2015      | New wave (van New Wave)                  | —          | —          | —           | —           | 67           | 9            | Platina in Nederland       |
| Kan er niet omheen (met Lijpe, KM en Ronnie Flex)             | 7 april 2015      | New wave (van New Wave)                  | —          | —          | —           | —           | 99           | 1            | Goud in Nederland          |
| Ik zag je staan (met Ronnie Flex en Idaly)                    | 30 oktober 2015   | Alle tijd                                | —          | —          | —           | —           | 82           | 5            | Goud in Nederland          |
| Morgen weer (met Hef en Dio)                                  | 18 december 2015  | 13 (van Hef)                             | —          | —          | —           | —           | 99           | 1            |                            |
| Woosh (met Sevn Alias en Lijpe)                               | 15 januari 2016   | Twenty four Sevn 2 (van Sevn Alias)      | —          | —          | —           | —           | 73           | 3            |                            |
| 2 cups / geen rust (met Sevn Alias)                           | 15 januari 2016   | Twenty four Sevn 2 (van Sevn Alias)      | —          | —          | —           | —           | 75           | 2            |                            |
| Laat niet los (met Jairzinho)                                 | 14 februari 2016  | Gouden plaat (van Jairzinho)             | —          | —          | —           | —           | 52           | 27           | Platina in Nederland       |
| Narcos (met Broederliefde, SBMG, Hef, Ronnie Flex en RMB)     | 4 april 2016      | Hard work pays off 2                     | —          | —          | —           | —           | 89           | 1            |                            |
| Do or die (met Broederliefde)                                 | 28 april 2016     | Goed teken                               | —          | —          | 17          | 10          | 10           | 32           | 3× Platina in Nederland    |
| Jongvolwassen (met Broederliefde en Chivv)                    | 29 april 2016     | Hard work pays off 2 (van Broederliefde) | —          | —          | —           | —           | 72           | 2            |                            |
| Nu of nooit (met Monica Geuze en Ruben Annink)                | 20 mei 2016       | —                                        | —          | —          | tip6        | —           | 34           | 10           | Goud in Nederland          |
| Ik kan je niet laten                                          | 26 juli 2016      | Goed teken                               | —          | —          | —           | —           | 71           | 12           | Goud in Nederland          |
| My love (met Frenna en Emms)                                  | 16 september 2016 | Geen oog dichtgedaan (van Frenna)        | —          | —          | 9           | 16          | 1 (1 wk)     | 29           | 3× Platina in Nederland    |
| Ik kom bij je (met Frenna)                                    | 14 oktober 2016   | Blessed                                  | —          | —          | 25          | 9           | 10           | 22           | Platina in Nederland       |
| Verwijderd (met Broederliefde en Jayh)                        | 14 oktober 2016   | Blessed                                  | —          | —          | —           | —           | 25           | 7            |                            |
| Update (met Kempi)                                            | 14 oktober 2016   | Blessed                                  | —          | —          | —           | —           | 40           | 3            |                            |
| Langs je werk (met Yade Lauren)                               | 14 oktober 2016   | Blessed                                  | —          | —          | —           | —           | 41           | 3            |                            |
| Blessings                                                     | 14 oktober 2016   | Blessed                                  | —          | —          | —           | —           | 48           | 2            |                            |
| On set (met Mula B en Louis)                                  | 14 oktober 2016   | Blessed                                  | —          | —          | —           | —           | 49           | 2            |                            |
| Uitweg                                                        | 14 oktober 2016   | Blessed                                  | —          | —          | —           | —           | 59           | 2            |                            |
| Vijf shows                                                    | 14 oktober 2016   | Blessed                                  | —          | —          | —           | —           | 63           | 2            |                            |
| Location (met Cho)                                            | 14 oktober 2016   | Blessed                                  | —          | —          | —           | —           | 64           | 1            |                            |
| Broeders bloeden samen                                        | 14 oktober 2016   | Blessed                                  | —          | —          | —           | —           | 93           | 1            |                            |
| OMW (met Frenna)                                              | 7 november 2016   | Geen oog dichtgedaan (van Frenna)        | —          | —          | —           | —           | 24           | 5            | Goud in Nederland          |
| Plus min (met Keizer, Kempi en I Am Aisha)                    | 11 november 2016  | —                                        | —          | —          | —           | —           | 66           | 3            |                            |
| Who do u love (met SBMG)                                      | 2 december 2016   | No mickey mouse business (van SBMG)      | —          | —          | —           | —           | 72           | 1            |                            |
| Brand new (met Murda en Jandino Asporaat)                     | 30 januari 2017   | —                                        | —          | —          | tip2        | —           | 24           | 9            |                            |
| Niks nieuws (met Jayh en Sevn Alias)                          | 17 maart 2017     | Jonathan                                 | —          | —          | tip9        | —           | 45           | 7            | Goud in Nederland          |
| Open (met Yellow Claw en Moksi)                               | 7 april 2017      | Los Amsterdam (van Yellow Claw)          | —          | —          | 32          | 3           | 68           | 8            |                            |
| Party (met Ronnie Flex)                                       | 13 april 2017     | Jonathan                                 | —          | —          | 28          | 5           | 17           | 19           | Platina in Nederland       |
| Lover & best friend                                           | 13 april 2017     | Jonathan                                 | —          | —          | —           | —           | 75           | 1            |                            |
| Lange weg (met Kevin)                                         | 13 april 2017     | Jonathan                                 | —          | —          | —           | —           | 79           | 1            |                            |
| BBB (met Bokoesam)                                            | 21 april 2017     | Solo (van Bokoesam)                      | —          | —          | —           | —           | 97           | 1            | Goud in Nederland          |
| Halen & trekken (met Lil' Kleine)                             | 26 mei 2017       | Alleen (van Lil' Kleine)                 | —          | —          | —           | —           | 8            | 10           | Platina in Nederland       |
| Badman flex (met SFB)                                         | 7 juni 2017       | 77 nachten (van SFB)                     | —          | —          | —           | —           | 33           | 8            | Goud in Nederland          |
| Jouw seizoen (met Ronnie Flex)                                | 30 juni 2017      | Rémi (van Ronnie Flex)                   | —          | —          | —           | —           | 26           | 5            |                            |
| In de armen van een engel (met Ronnie Flex en Brace)          | 30 juni 2017      | Rémi (van Ronnie Flex)                   | —          | —          | —           | —           | 57           | 1            |                            |
| Switch sides (met SFB)                                        | 7 juli 2017       | 77 nachten (van SFB)                     | —          | —          | —           | —           | 62           | 1            |                            |
| Work (met Sevn Alias)                                         | 21 juli 2017      | Precasso (van Sevn Alias)                | —          | —          | —           | —           | 40           | 9            | Platina in Nederland       |
| Manoeuvres                                                    | 25 augustus 2017  | Blessed II                               | —          | —          | —           | —           | 70           | 2            |                            |
| Global (met Chivv)                                            | 29 september 2017 | Blessed II                               | —          | —          | —           | —           | 55           | 2            |                            |
| Put in work (met Sevn Alias)                                  | 6 oktober 2017    | Picasso (van Sevn Alias)                 | —          | —          | —           | —           | 49           | 2            |                            |
| Architect (met Sevn Alias en Frenna)                          | 27 oktober 2017   | Blessed II                               | tip        | —          | tip2        | —           | 4            | 18           | Platina in Nederland       |
| Geen regrets (met Boef)                                       | 27 oktober 2017   | Blessed II                               | —          | —          | —           | —           | 18           | 3            |                            |
| Mot (met Equalz)                                              | 27 oktober 2017   | Blessed II                               | —          | —          | —           | —           | 27           | 3            |                            |
| Touchdown (met JoeyAK en Sevn Alias)                          | 27 oktober 2017   | Blessed II                               | —          | —          | —           | —           | 30           | 2            |                            |
| Bandz (met Cho)                                               | 27 oktober 2017   | Blessed II                               | —          | —          | —           | —           | 45           | 1            |                            |
| Tot sluit                                                     | 27 oktober 2017   | Blessed II                               | —          | —          | —           | —           | 51           | 1            |                            |
| She likes me                                                  | 27 oktober 2017   | Blessed II                               | —          | —          | —           | —           | 63           | 1            |                            |
| Solo bent (met Zoë Tauran)                                    | 27 oktober 2017   | Blessed II                               | —          | —          | —           | —           | 64           | 1            |                            |
| Why                                                           | 27 oktober 2017   | Blessed II                               | —          | —          | —           | —           | 68           | 1            |                            |
| Rijklaar                                                      | 27 oktober 2017   | Blessed II                               | —          | —          | —           | —           | 93           | 1            |                            |
| Bon Jovi (met Frenna en Diquenza)                             | 17 november 2017  | We don't stop (van Frenna en Diquenza)   | —          | —          | —           | —           | 48           | 1            |                            |
| Next move (met Broederliefde)                                 | 24 november 2017  | We moeten door (van Broederliefde)       | —          | —          | —           | —           | 25           | 2            |                            |
| Binnenkort (met Spanker, Jayh, Sevn Alias en Kempi)           | 15 december 2017  | —                                        | —          | —          | —           | —           | 99           | 1            |                            |
| Mijn best (met Dj Dylvn en Ronnie Flex)                       | 2 februari 2018   | Chase (van DJ Dylvn)                     | —          | —          | —           | —           | 29           | 2            |                            |
| Fluister (met Jayh, Dopebwoy en Zefanio)                      | 2 februari 2018   | 10 (van Jayh)                            | —          | —          | —           | —           | 43           | 3            | Goud in Nederland          |
| Net als toen (met Bizzey)                                     | 16 februari 2018  | November (van Bizzey)                    | —          | —          | —           | —           | 67           | 1            |                            |
| Zwarte hoodie (met Diztortion)                                | 9 maart 2018      | —                                        | —          | —          | tip10       | —           | 48           | 2            |                            |
| Meid uit de hood (met Kevin)                                  | 30 maart 2018     | Lente (van Kevin)                        | —          | —          | —           | —           | 83           | 1            |                            |
| Money dance (met Esko en Jacin Trill)                         | 20 april 2018     | Beats by Esko (van Esko)                 | —          | —          | —           | —           | 40           | 2            |                            |
| Kuifje (met Adje, Keizer en Woenzelaar)                       | 20 april 2018     | Beats by Esko (van Esko)                 | —          | —          | —           | —           | 45           | 1            |                            |
| Sirene (met SFB)                                              | 4 mei 2018        | Reset the levels III (van SFB)           | —          | —          | —           | —           | 45           | 2            |                            |
| Spijt (met Maan)                                              | 8 juni 2018       | Waar ga je heen (van Maan)               | tip46      | —          | 32          | 3           | 25           | 9            | Goud in Nederland          |
| Bovenste plek                                                 | 15 juni 2018      | —                                        | —          | —          | —           | —           | 90           | 1            |                            |
| Ik slide (met Latifah)                                        | 6 juli 2018       | —                                        | —          | —          | —           | —           | 91           | 1            |                            |
| Pray for job (met Young Ellens, Sevn Alias en MocroManiac)    | 3 augustus 2018   | —                                        | —          | —          | tip9        | —           | 26           | 4            |                            |
| La vida loca (met SBMG)                                       | 21 september 2018 | Lion                                     | —          | —          | —           | —           | 13           | 10           | Goud in Nederland          |
| Ik heb je nodig (met Kraantje Pappie en Bizzey)               | 4 oktober 2018    | Daddy (van Kraantje Pappie)              | tip        | —          | 20          | 6           | 11           | 12           | Goud in Nederland          |
| In a way (met BKO en Esko)                                    | 12 oktober 2018   | Masterplan (van BKO)                     | —          | —          | —           | —           | 88           | 1            |                            |
| I want you (met Idaly en Yade Lauren)                         | 26 oktober 2018   | Lion                                     | —          | —          | —           | —           | 32           | 4            |                            |
| Paranoia (met Yung Felix)                                     | 2 november 2018   | Lion                                     | —          | —          | —           | —           | 16           | 18           | Platina in Nederland       |
| Amor (met Frenna en $hirak)                                   | 2 november 2018   | Lion                                     | —          | —          | —           | —           | 35           | 3            |                            |
| Regen (met Bokoesam en KM)                                    | 2 november 2018   | Lion                                     | —          | —          | —           | —           | 75           | 1            |                            |
| Foto (met Jandro)                                             | 2 november 2018   | Lion                                     | —          | —          | —           | —           | 86           | 1            |                            |
| Louboutin (met Frenna, Emms en Idaly)                         | 23 november 2018  | Francis (van Frenna)                     | tip19      | —          | 16          | 7           | 2            | 23           | Dubbelplatina in Nederland |
| Come thru (met YOUNGBAEKANSIE)                                | 14 december 2018  | —                                        | —          | —          | —           | —           | 54           | 1            |                            |
| Drup (met Bizzey, Kraantje Pappie en Ramiks)                  | 11 januari 2019   | —                                        | tip33      | —          | 9           | 9           | 2            | 25           | Dubbelplatina in Nederland |
| Runnin' (met Murda)                                           | 22 maart 2019     | Baba (van Murda)                         | —          | —          | —           | —           | 57           | 2            |                            |
| Mamacita (met KM en Frenna)                                   | 19 april 2019     | —                                        | tip        | —          | tip6        | —           | 9            | 10           | Goud in Nederland          |
| Uno                                                           | 21 juni 2019      | —                                        | —          | —          | —           | —           | 22           | 4            |                            |
| DomDoen (met Henkie T)                                        | 28 juni 2019      | Visionair (van Henkie T)                 | tip26      | —          | tip5        | —           | 5            | 56           | Dubbelplatina in Nederland |
| 4 life (met Lil' Kleine)                                      | 12 juli 2019      | Calma                                    | tip        | —          | tip1        | —           | 10           | 25           | Platina in Nederland       |
| Dior money (met Frenna en Henkie T)                           | 18 oktober 2019   | Calma                                    | tip        | —          | tip15       | —           | 9            | 7            | Goud in Nederland          |
| Rain jacket (met Sevn Alias)                                  | 28 november 2019  | Twenty four Sevn 4 (van Sevn Alias)      | —          | —          | —           | —           | 77           | 1            |                            |
| Comfort zone (met Emms en Idaly)                              | 29 november 2019  | —                                        | —          | —          | —           | —           | 61           | 1            |                            |
| Downfall (Met DARKOO en Diztortion)                           | 3 april 2020      | Calma                                    | —          | —          | —           | —           | 37           | 16           | Goud in Nederland          |
| Villa (met Spanker en Kevin)                                  | 27 april 2020     | Spanker sessions (van Spanker)           | —          | —          | —           | —           | 76           | 1            |                            |
| Kalmeer (met Yade Lauren)                                     | 7 mei 2020        | Calma                                    | —          | —          | —           | —           | 50           | 2            |                            |
| Chocolata body (met Chivv)                                    | 22 mei 2020       | Un4gettable nights (van Chivv)           | —          | —          | —           | —           | 57           | 1            |                            |
| Vakantie (met Dopebwoy)                                       | 19 juni 2020      | Hoogseizoen (van Dopebwoy), Calma        | tip31      | —          | 24          | 6           | 4            | 38           | Dubbelplatina in Nederland |
| Heartbroken (met Sevn Alias)                                  | 17 juli 2020      | Bogey 4 the win (van Sevn Alias)         | tip        | —          | tip9        | —           | 12           | 6            | Goud in Nederland          |
| Dom Pérignon (met Qlas & Blacka, Henkie T en Murda)           | 17 juli 2020      | Jongetjes uit Zuid (van Qlas & Blacka)   | —          | —          | tip3        | —           | 13           | 15           | Goud in Nederland          |
| Fya (met Bryan Mg)                                            | 31 juli 2020      | Calma                                    | —          | —          | —           | —           | 48           | 3            |                            |
| Calma (met Lijpe)                                             | 31 juli 2020      | Calma                                    | —          | —          | —           | —           | 65           | 1            |                            |
| Champagne rain                                                | 23 oktober 2020   | Champagne rain                           | —          | —          | —           | —           | 30           | 4            |                            |
| Wat ik doe (met Hef)                                          | 27 november 2020  | Rook (van Hef)                           | —          | —          | —           | —           | 63           | 2            |                            |
| Only fan                                                      | 3 december 2020   | Champagne rain                           | —          | —          | —           | —           | 98           | 1            |                            |
| Famous (met OCS)                                              | 29 januari 2021   | Scofield (van OCS)                       | —          | —          | —           | —           | 74           | 1            |                            |
| 10 keer (met Boef)                                            | 26 maart 2021     | —                                        | —          | —          | —           | —           | 42           | 3            |                            |
| Echt of fake                                                  | 15 april 2021     | —                                        | —          | —          | —           | —           | 80           | 1            |                            |
| Erop eraf (met Dopebwoy)                                      | 18 juni 2021      | Turbulentie (van Dopebwoy)               | —          | —          | tip10       | —           | 18           | 17           | Goud in Nederland          |
| Come online (met Chivv, Jandro en Diquenza)                   | 25 juni 2021      | —                                        | —          | —          | tip5        | —           | 8            | 18           | Goud in Nederland          |
| Flamboyant (met Esko en Josylvio)                             | 2 juli 2021       | Feniks (van Esko)                        | —          | —          | —           | —           | 56           | 2            |                            |
| Ova you (met Frenna)                                          | 6 augustus 2021   | Championships                            | —          | —          | tip17       | —           | 19           | 5            |                            |
| Afterparty (met Frenna en Dopebwoy)                           | 17 september 2021 | Championships                            | —          | —          | —           | —           | 40           | 4            |                            |
| Done done (met $hirak en Lil' Kleine)                         | 8 oktober 2021    | Talou (van $hirak)                       | —          | —          | tip18       | —           | 17           | 4            |                            |
| Samen met mij (met SRNO)                                      | 15 oktober 2021   | Championships, Blessed for life          | —          | —          | —           | —           | 26           | 5            | Goud in Nederland          |
| Bottega mami (met Frenna)                                     | 28 oktober 2021   | Championships                            | —          | —          | —           | —           | 50           | 2            |                            |
| Body count (met Frenna en Emms)                               | 28 oktober 2021   | Championships                            | —          | —          | —           | —           | 68           | 1            | Goud in Nederland          |
| Dubbelspel (met Mula B)                                       | 18 februari 2022  | Prix d'ami (van Mula B)                  | —          | —          | —           | —           | 72           | 1            |                            |
| Freaky (met SRNO)                                             | 10 juni 2022      | Blessed for life                         | —          | —          | —           | —           | 59           | 1            |                            |
| Enjoyment (met Dopebwoy)                                      | 19 augustus 2022  | Blessed for life                         | —          | —          | —           | —           | 52           | 3            |                            |
| Alles al (met Snelle)                                         | 21 april 2023     | Achtentwintig (van Snelle)               | —          | —          | tip18       | —           | 51           | 1            |                            |
| Toute la night (met Dystinct en SRNO)                         | 28 april 2023     | Blessed for life                         | —          | —          | tip2        | —           | 14           | 11           | Goud in Nederland          |
| Tonight                                                       | 18 mei 2023       | Blessed for life                         | —          | —          | —           | —           | 86           | 1            |                            |
| Naughty                                                       | 11 augustus 2023  | —                                        | —          | —          | —           | —           | 96           | 1            |                            |
| Domino (met Katnuf, Ronnie Flex en Caza                       | 15 september 2023 | —                                        | —          | —          | tip1        | —           | 5            | 11           |                            |
| Fine girl (met Djaga Djaga, $hirak, KM en Cristian D          | 22 september 2023 | Beschadigd (van Djaga Djaga)             | —          | —          | —           | —           | 64           | 1            |                            |
| U & me (met Cho en Spanker)                                   | 13 oktober 2023   | Knock knock 4 (van Cho)                  | —          | —          | —           | —           | 61           | 2            |                            |
| Frontline (met Kevin)                                         | 17 december 2023  | Wonderland (van Kevin)                   | —          | —          | —           | —           | 17           | 3            |                            |
| Tuesday                                                       | 2 februari 2024   | —                                        | —          | —          | 23          | 4           | 1 (1 wk)     | 7            |                            |